# Nickelback (football americano)
Nel football americano il nickelback è un cornerback che gioca come quinto defensive back, in aggiunta ai quattro tipici della difesa base. La difesa base è costituita tipicamente da quattro defensive back, due cornerback e due safety. Il termine nickelback deriva dall'inglese "nickel", il nome colloquiale della moneta da 5 centesimi negli Stati Uniti d'America e in Canada.
In una tradizionale difesa 4-3 (4 uomini di linea e 3 linebacker), il nickelback sostituisce solitamente un linebacker. L'inserimento del nickelback porta perciò ad una difesa con quattro uomini di linea, due linebacker e cinque defensive back (formazione 4-2-5). La situazione in cui il nickelback sostituisce un uomo di linea (formazione 3-3-5) è meno frequente, ma comunque adottata da alcune formazioni. 
Il nickelback viene solitamente utilizzato quando la difesa deve fronteggiare situazioni di passaggio da parte dell'attacco, per esempio "terzo e lungo" (3rd-and-long) o più semplicemente quanto l'attacco inserisce ricevitori aggiuntivi. Il nickelback non è considerato nella formazione iniziale della difesa in quanto essa ha tipicamente due defensive back. Tuttavia, nel gioco moderno, maggiormente orientato al passaggio, difese con tre o più cornerback sono molto frequenti, e perciò il nickelback può venire impiegato con maggiore frequenza.